# Jean Harvey
Pour les articles homonymes, voir Harvey.

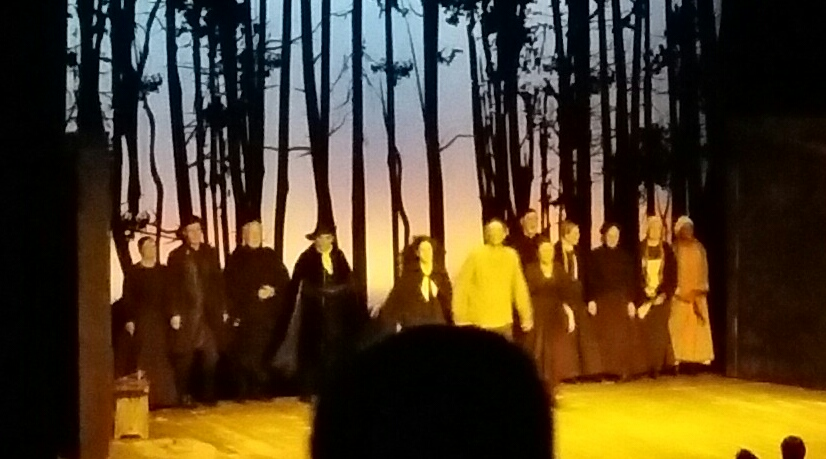
Les acteurs et actrices de Les sorcières de Salem (avec Jean Harvey) dans la salle André-Mathieu, à Laval.

Jean Harvey est un acteur québécois. Il est connu pour son rôle du joueur de hockey Denis 
Mercure dans les séries télévisées Lance et compte.

## Biographie
Il est né à Montréal et il est le fils de Joseph Harvey, originaire de Pointe-au-Pic dans le comté de Charlevoix. Il a également joué un des rôles importants dans l'émission pour enfants "Macaroni tout garni". Il est par ailleurs la voix officielle de ICI Explora.

## Filmographie
- 1986 : Lance et compte : Première saison (série télévisée) : Denis Mercure
- 1988 : Lance et compte : Deuxième saison (feuilleton TV) : Denis Mercure
- 1989 : Lance et compte : Troisième saison (feuilleton TV) : Denis Mercure
- 1990: Watatatow (série TV) : Jean-René Beaulieu (2004-2005)
- 1991 : Lance et compte : Le retour du chat (TV) : Denis Mercure
- 1992 : Scoop (série télévisée) : Louis Rousseau
- 1992 : Les Intrépides - Saison 1 - Episode 2 - motard
- 1996 : Le Silence des fusils : Dan Arseneault
- 1998 : Macaroni tout garni (série télévisée) : Crocus
- 2001 : Ramdam (série télévisée) : Policier
- 2005 : Open Sea
- 2005 : Au nom de la loi (série télévisée) : François Perreault
- 2007 : C.A (série télévisée) : Boss Nuvolt
- 2008 : René Lévesque - Le destin d'un chef (série télévisée) : Conrad Sioui
- 2013 : Mémoire vive (série télévisée) : Pierre-Luc Langevin
- 2013 : Les jeunes loups (série télévisée) : Directeur de la sécurité du casino
- 2016 : District 31 (série télévisée) : Gilles Savard
- 2018 : L'échappée (série télévisée) : Dr. Pierre Ouimet
- 2022 : Cité mémoire (série télévisée) : Sir Rodolphe Forget
- 2024 : Les armes (série télévisée) : Médecin